# Campeonato Mundial de Halterofilismo de 2023 - Até 49 kg feminino
A categoria até 49 kg feminino foi um evento do Campeonato Mundial de Halterofilismo de 2023, disputado em Riade, na Arábia Saudita, nos dias 4 e 5 de setembro de 2023.

## Calendário
Horário local (UTC+3)
| Dia           | Horário | Fase    |
| ------------- | ------- | ------- |
| 4 de setembro | 11:30   | Grupo D |
| 4 de setembro | 14:00   | Grupo C |
| 5 de setembro | 14:00   | Grupo B |
| 5 de setembro | 16:30   | Grupo A |

## Medalhistas
| Evento    | Ouro               | Ouro   | Prata              | Prata  | Bronze                 | Bronze |
| --------- | ------------------ | ------ | ------------------ | ------ | ---------------------- | ------ |
| Arranque  | Hou Zhihui (CHN)   | 95 kg  | Jiang Huihua (CHN) | 95 kg  | Mihaela Cambei (ROU)   | 90 kg  |
| Arremesso | Jiang Huihua (CHN) | 120 kg | Hou Zhihui (CHN)   | 116 kg | Jourdan Delacruz (USA) | 112 kg |
| Total     | Jiang Huihua (CHN) | 215 kg | Hou Zhihui (CHN)   | 211 kg | Jourdan Delacruz (USA) | 200 kg |

## Recordes
Antes desta competição, o recorde mundial da prova era o seguinte:
| Recorde         | Tipo      | Atleta                      | Peso   | Local     | Data                |
| Recorde Mundial | Arranque  | Hou Zhihui (CHN)            | 96 kg  | Tasquente | 17 de abril de 2021 |
| Recorde Mundial | Arremesso | Saikhom Mirabai Chanu (IND) | 119 kg | Tasquente | 17 de abril de 2021 |
| Recorde Mundial | Total     | Hou Zhihui (CHN)            | 213 kg | Tasquente | 17 de abril de 2021 |

Os seguintes novos recordes foram estabelecidos durante esta competição.
| Arremesso | 120 kg | Jiang Huihua (CHN) | Recorde mundial |
| Total     | 215 kg | Jiang Huihua (CHN) | Recorde mundial |

## Resultado
Os resultados foram os seguintes.
| Pos.              | Atleta                       | Grupo | Arranque (kg) | Arranque (kg) | Arranque (kg) | Arranque (kg)     | Arremesso (kg) | Arremesso (kg) | Arremesso (kg) | Arremesso (kg)    | Total      |
| Pos.              | Atleta                       | Grupo | 1             | 2             | 3             | Resultado         | 1              | 2              | 3              | Resultado         | Total      |
| ----------------- | ---------------------------- | ----- | ------------- | ------------- | ------------- | ----------------- | -------------- | -------------- | -------------- | ----------------- | ---------- |
| Medalha de ouro   | Jiang Huihua (CHN)           | A     | 89            | 93            | 95            | Medalha de prata  | 112            | 117            | 120            | Medalha de ouro   | 215        |
| Medalha de prata  | Hou Zhihui (CHN)             | A     | 89            | 93            | 95            | Medalha de ouro   | 111            | 116            | 119            | Medalha de prata  | 211        |
| Medalha de bronze | Jourdan Delacruz (USA)       | A     | 85            | 85            | 88            | 4                 | 107            | 108            | 112            | Medalha de bronze | 200        |
| 4                 | Surodchana Khambao (THA)     | A     | 85            | 87            | 87            | 5                 | 107            | 109            | 109            | 4                 | 196        |
| 5                 | Mihaela Cambei (ROU)         | A     | 90            | 94            | 94            | Medalha de bronze | 105            | 108            | 108            | 9                 | 195        |
| 6                 | Hayley Reichardt (USA)       | A     | 82            | 85            | 85            | 9                 | 107            | 110            | 110            | 5                 | 189        |
| 7                 | Rosegie Ramos (PHI)          | A     | 82            | 84            | 86            | 6                 | 100            | 102            | 104            | 13                | 188        |
| 8                 | Rira Suzuki (JPN)            | A     | 78            | 80            | 82            | 13                | 103            | 103            | 107            | 6                 | 187        |
| 9                 | Lin Cheng-jing (TPE)         | A     | 80            | 82            | 82            | 10                | 101            | 104            | 106            | 10                | 186        |
| 10                | Fang Wan-ling (TPE)          | B     | 70            | 75            | 80            | 12                | 95             | 100            | 105            | 8                 | 185        |
| 11                | Giulia Imperio (ITA)         | B     | 80            | 85            | 85            | 8                 | 98             | 101            | 103            | 17                | 183        |
| 12                | Yesica Hernández (MEX)       | B     | 78            | 80            | 82            | 11                | 99             | 103            | 106            | 11                | 183        |
| 13                | Andrea de la Herrán (MEX)    | B     | 82            | 82            | 85            | 7                 | 97             | 100            | 100            | 18                | 182        |
| 14                | Dahiana Ortiz (DOM)          | C     | 79            | 79            | 82            | 14                | 100            | 105            | 105            | 14                | 179        |
| 15                | Katherin Echandia (VEN)      | C     | 74            | 77            | 80            | 16                | 95             | 100            | 105            | 15                | 177        |
| 16                | Chiaki Ajima (JPN)           | B     | 77            | 80            | 80            | 17                | 100            | 100            | 107            | 16                | 177        |
| 17                | Shin Jae-gyeong (KOR)        | B     | 78            | 78            | 79            | 15                | 97             | 97             | 97             | 20                | 176        |
| 18                | Fraer Morrow (GBR)           | B     | 77            | 79            | 79            | 18                | 97             | 97             | 100            | 19                | 174        |
| 19                | Tham Nguyen (IRL)            | D     | 74            | 74            | 76            | 19                | 96             | 99             | 100            | 21                | 172        |
| 20                | María Giménez-Güervos (ESP)  | C     | 72            | 72            | 74            | 21                | 93             | 93             | 93             | 25                | 167        |
| 21                | Amanda Braddock (CAN)        | C     | 70            | 73            | 73            | 25                | 86             | 90             | 93             | 24                | 166        |
| 22                | Oliwia Drzazga (POL)         | C     | 70            | 72            | 74            | 27                | 93             | 93             | 97             | 23                | 165        |
| 23                | Sira Armengou (ESP)          | D     | 72            | 75            | 75            | 26                | 92             | 95             | 95             | 26                | 164        |
| 24                | Duygu Alıcı (TUR)            | B     | 71            | 74            | 74            | 22                | 90             | 94             | 94             | 30                | 164        |
| 25                | Siti Nafisatul Hariroh (INA) | D     | 70            | 73            | 74            | 28                | 90             | 93             | 93             | 22                | 163        |
| 26                | Dika Toua (PNG)              | C     | 69            | 71            | 71            | 31                | 92             | 95             | 95             | 27                | 161        |
| 27                | Ýulduz Jumabaýewa (TKM)      | B     | 70            | 70            | 73            | 30                | 91             | 94             | 95             | 29                | 161        |
| 28                | Dinusha Gomes (SRI)          | D     | 70            | 73            | 73            | 23                | 83             | 87             | 90             | 31                | 160        |
| 29                | Katherine Landeros (CHI)     | C     | 66            | 69            | 71            | 32                | 86             | 89             | 91             | 28                | 160        |
| 30                | Ainur Abdykalykova (KAZ)     | D     | 62            | 65            | 68            | 33                | 78             | 83             | 86             | 32                | 151        |
| 31                | Rebecca Copeland (IRL)       | D     | 63            | 66            | 68            | 34                | 78             | 81             | 81             | 35                | 149        |
| 32                | Silvana González (GUA)       | D     | 63            | 66            | 66            | 35                | 81             | 81             | 85             | 33                | 144        |
| 33                | Maha Fajreslam (MAR)         | D     | 62            | 65            | 66            | 36                | 77             | 81             | 81             | 34                | 143        |
| 34                | Nazila Ismayilova (AZE)      | D     | 60            | 64            | 64            | 37                | 75             | 79             | 80             | 36                | 135        |
| 35                | Monerah Al-Rowitea (KSA)     | D     | 48            | 52            | 52            | 38                | 60             | 65             | 67             | 37                | 119        |
| —                 | Lovely Inan (PHI)            | A     | 80            | 80            | 80            | —                 | 103            | 106            | —              | 7                 | —          |
| —                 | Phạm Đình Thi (VIE)          | B     | 79            | 79            | 79            | —                 | 97             | 101            | 103            | 12                | —          |
| —                 | Kerlys Montilla (VEN)        | C     | 72            | 75            | 75            | 20                | 90             | 90             | 91             | —                 | —          |
| —                 | Cosmina Pană (ROU)           | C     | 68            | 72            | 73            | 24                | 87             | 87             | 87             | —                 | —          |
| —                 | Thanyathon Sukcharoen (THA)  | C     | 70            | 75            | —             | 29                | —              | —              | —              | —                 | —          |
| —                 | Beatriz Pirón (DOM)          | D     | —             | —             | —             | —                 | —              | —              | —              | —                 | —          |
| —                 | Saikhom Mirabai Chanu (IND)  | D     | —             | —             | —             | —                 | —              | —              | —              | —                 | —          |
| —                 | Winnifred Ntumi (GHA)        | D     | Não largou    | Não largou    | Não largou    | Não largou        | Não largou     | Não largou     | Não largou     | Não largou        | Não largou |